# Batalla del Mont Gaure
En la batalla del Mont Gaure es van enfrontar la República Romana i els samnites, l'any 342 aC, al peu del Mont Gaure, a prop de Cumes. Aquesta va ser la batalla més important de la Primera Guerra Samnita (343-341 aC), i va suposar un èxit per als romans, que van ser comandats per Marc Valeri Corvus. La victòria va ser reconeguda per Cartago, un aliat de Roma en aquell temps, amb felicitacions i enviant-los una corona d'or per al Temple de Júpiter Capitolí.
L'historiador Barthold Georg Niebuhr va considerar aquesta batalla com un fet important pel creixement de la República Romana, mentre que altres com E. Salmon creuen que va ser una victòria no decisiva.

## Context
Vers l'any 343 aC, els samnites van baixar de les seves poblacions situades a les muntanyes per ocupar les fèrtils planes. Els sidicins de Teànum, ciutat que estava en la frontera entre el Laci i la Campània, sentint-se amenaçats van demanar ajut a la ciutat campaniana de Càpua, i varen ser vençuts pels samnites; llavors, van apel·lar a Roma. Els romans van demanar suport a les ciutats de la Lliga llatina i també als campanians de Suèssula i Cumes. Era la primera vegada que els romans intervenien en un conflicte més enllà del Laci. Es tractava d'una lluita territorial per les pastures.

## Desenvolupament
Els cònsols romans es reparteixen l'atac comandant cadascun una part de l'exèrcit: Marc Valeri Corvus s'encarrega d'afrontar la batalla del Mont Gaure, a la vora de Cumes, a la Campània, mentre que Aulus Corneli Cos Arvina, mena les seves tropes cap a Satícula, al Sàmnium.
Les tropes de Valeri ataquen a prop d'una muntanya, el Mont Gaure, actualment anomenada Mont Barbaro, i ambdós bàndols resisteixen durant força temps sense cap progrés. Llavors, Valeri dona ordres a la cavalleria de trencar les files samnites, però no ho aconsegueixen i la cavalleria es retira. Valeri desmunta i es posa a liderar l'atac de la infanteria en persona, però malgrat les pèrdues, els samnites continuen mantenint la línia de defensa. Després d'hores de lluita comença a arribar la nit, els romans llancen un atac desesperat. Finalment, els samnites cedeixen i fugen. Els romans, extenuats, decideixen no perseguir-los. Segons Titus Livi, va ser el fulgor de ràbia que sorgia dels ulls dels romans i la determinació que expressaven el que els va empènyer a abandonar el camp de batalla.

## Després de la batalla

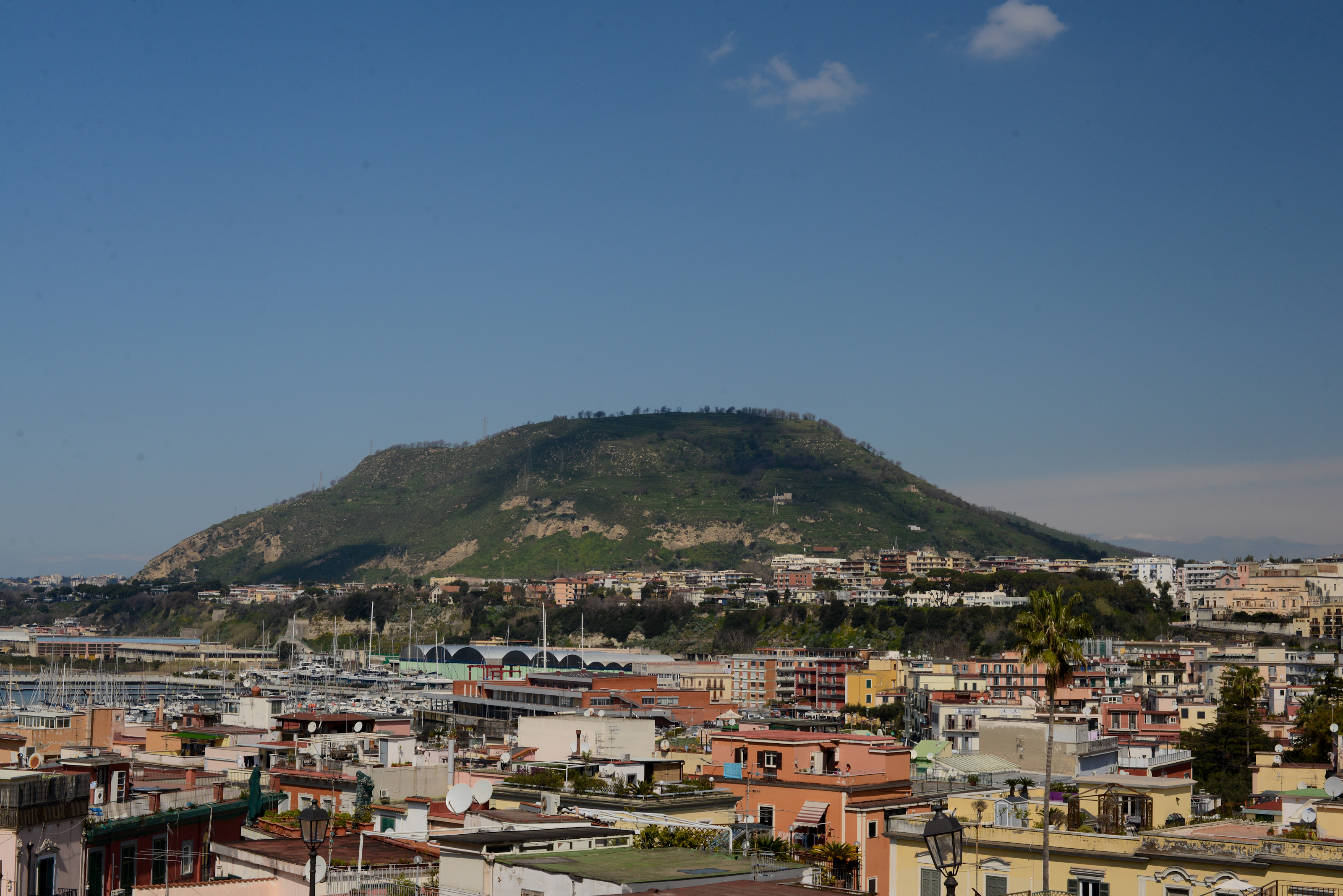
El Mont Gaure vist de Putèols

Mentrestant, els romans comandats per Corneli pateixen moltes baixes quan s'enfronten amb els samnites en un pas estret a Satícula. Un tribú militar d'aquest exèrcit, Publi Deci Mus, comanda un grup de soldats que es dirigeixen a atacar venint del turó més pròxim, i aconsegueixen la victòria després d'agafar-los per sorpresa. Els samnites que escapen d'aquest atac es reagrupen per assetjar Suèssula, a l'altre extrem de la Campània. Valeri mena les seves tropes cap a aquest punt, on els derrota. El 21 i 22 de setembre ambdós cònsols celebren el triomf a Roma.

## Anàlisi dels historiadors moderns
Els historiadors moderns dubten de l'exactitud del relat de Titus Livi, que és l'única font documental de la batalla, i creuen que podria estar fabulat, atès que es va escriure anys després per un compatriota del bàndol dels vencedors. El nombre de samnites morts i del botí capturat pels romans al llarg de tota la primera guerra samnita es considera exagerat.
Segons la reconstrucció que ha fet E. Salmon, de les tres batalles narrades per Titus Livi durant la Primera Guerra Samnita, en realitat només se'n va produir una, la del 343 aC, potser a la perifèria de Càpua, a la rodalia del santuari de Juno Gaura, i el resultat seria una victòria romana no decisiva; el nom del santuari justificaria el nom amb què és coneguda: batalla del Mont Gaure.